# František Benda
František Benda, niem. Franz Benda (ochrz. 22 listopada 1709 w Benátkach nad Jizerou, zm. 7 marca 1786 w Neudorfie k. Poczdamu) – czeski kompozytor i skrzypek.

## Życiorys
Syn Jana Jiříego, brat Jiříego Antonína Bendy. Początkowo terminował u garncarza, następnie został uczniem miejscowego kantora w Benátkach nad Jizerou. Uczęszczał do szkoły jezuitów w Pradze i był członkiem kościelnego chóru. Przed 1720 rokiem wyjechał do Drezna, gdzie został członkiem nadwornej kapeli elektora saskiego, a także kontynuował swoją edukację muzyczną u Johanna Joachima Quantza, Johanna Georga Pisendela i Johanna Gottlieba Grauna. W 1723 roku wrócił do Pragi. W 1730 roku wraz z Jiřím Čartem i grupą kompozytorów niemieckich przybył do Polski, gdzie początkowo prawdopodobnie przebywał na dworze starosty sochaczewskiego Fabiana Kazimierza Szaniawskiego, a następnie został członkiem kapeli królewskiej Augusta II Mocnego w Warszawie. W 1733 roku wyjechał do Drezna, gdzie dokonał konwersji na protestantyzm i został członkiem kapeli nadwornej Augusta III. W tym samym roku wstąpił na służbę u księcia pruskiego Fryderyka w Ruppinie, a od 1736 roku w Rheinsbergu. Po koronacji królewskiej Fryderyka w 1740 przeniósł się z dworem do Berlina. Akompaniował monarsze na skrzypcach podczas jego koncertów fletowych. W 1771 roku został mianowany nadwornym kapelmistrzem.
Jego synowie Friedrich Wilhelm Heinrich i Karl Hermann Heinrich również zostali muzykami.

## Twórczość
Był reprezentantem tzw. szkoły berlińskiej, jego twórczość stanowi etap pośredni między epoką baroku a klasycyzmu. Skomponował m.in. 18 symfonii, 21 koncertów, 4 sonaty triowe, 22 duety, 157 sonat skrzypcowych, 101 capricciów. Łączył elementy stylu włoskiego, francuskiego i północnoniemieckiego z elementami muzyki czeskiej. Symfonie Bendy przeznaczone są zwykle na kwartet smyczkowy i klawesyn, dopiero w późniejszym okresie twórczości kompozytora w składzie pojawiają się również instrumenty dęte.
W 1763 roku napisał swoją autobiografię, która ukazała się drukiem w 1856 roku na łamach „Neue Berliner Musikzeitung”.